# C18H14Cl2N2O3
化学式C18H14Cl2N2O3可以指以下化合物：
- 地䓬乙酯，CAS号：23980-14-5
- 乙酸氯甲西泮（英语：Lormetazepam）（氯甲西泮乙酸酯），CAS号：96576-92-0
- 2,5-二氯-4-(1-甲基吲哚-3-甲酰氨基)苯乙酸，CAS号：441715-25-9
- 6,8-二氯-3-(5,6-二甲基苯并咪唑-2-基)-1-苯并吡喃-2-酮一水合物，CAS号：281224-25-7

|  | 这个同类索引页列出了具有相同分子式的化学物（即同分異構體）条目。 除非您是有意链接至本页，否则应将相应条目的内部链接指向正确的条目。 |